# Sikorsky UH-60 Black Hawk
Il Sikorsky UH-60 Black Hawk (falco nero) è un elicottero medio, bi-turbina a singolo rotore, multiruolo o da assalto, prodotto dall'azienda statunitense Sikorsky Aircraft Corporation dagli anni settanta.
Derivato dalla versione civile Sikorsky S-70 è attualmente ancora in servizio in numerose forze armate nelle sue versioni più recenti.

## Storia

### Sviluppo
Le origini del Black Hawk sono dovute a una specifica emessa nel 1972 dall'United States Army che prevedeva un programma, denominato Utility Tactical Transport Aircraft System (UTTAS), inteso alla sostituzione della famiglia UH-1 Huey che aveva costituito la spina dorsale della componente elicotteristica statunitense per tutti gli anni sessanta ma che era oramai alla soglia del termine della vita operativa. Alla richiesta partecipò anche la Sikorsky Aircraft Corporation presentando una versione militare del suo progetto S-70 che realizzò in quattro prototipi denominati YUH-60, il primo dei quali venne portato in volo per la prima volta nell'ottobre 1974.
L'elicottero si trovò a competere contro il concorrente sviluppato dalla rivale Boeing-Vertol denominato YUH-61 ma a seguito di una serie di prove di valutazione comparative l'esercito scelse la proposta Sikorsky, la quale lo avviò alla produzione in serie. Il modello entrò in servizio con l'U.S. Army a partire dal 1979 con la denominazione UH-60A "Black Hawk" (falco nero). Di seguito l'UH-60 avrebbe costituito la base per le altre varianti in servizio con le altre forze armate USA.
Verso la fine degli anni ottanta il disegno venne aggiornato con l'introduzione dell'UH-60L (primo esemplare di produzione 89-26179) dotato di maggiore potenza e carico utile aumentato in seguito al passaggio dei motori General Electric al modello -701C.
Attualmente è in corso di sviluppo una nuova versione che prenderà la denominazione UH-60M che estenderà la vita operativa di entrambi gli UH-60A e UH-60L fino almeno agli anni 2020. La variante in corso di sviluppo ha motori ulteriormente potenziati in grado di fornire potenza e carico utile maggiorati oltre ad avionica e sistemi di controllo del volo tecnologicamente avanzati.

### Impiego operativo

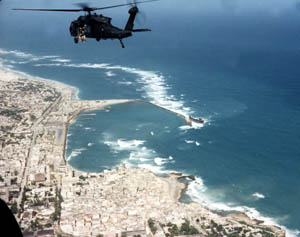
Un MH-60 dello U.S. Army sorvola la costa durante la battaglia di Mogadiscio

L'UH-60 entrò in servizio operativo assegnato alla 101st Airborne Division della U.S. Army nel giugno 1979. Il primo utilizzo operativo in un'operazione bellica avvenne nel 1983 durante l'operazione Urgent Fury sul suolo dell'isola di Grenada. Successivamente gli UH-60A vennero utilizzati nell'invasione statunitense di Panama del 1989 e, assieme con gli UH-60L, nella guerra del Golfo nel 1991.
Nell'ambito dell'operazione UNOSOM in Somalia, il Black Hawk diventò protagonista di un'azione bellica nota come battaglia di Mogadiscio. La battaglia venne combattuta nel corso dell'operazione Gothic Serpent, condotta il 3 ottobre 1993 dagli U.S. Army Rangers e dal 1st Special Forces Operational Detachment-Delta (1st SFOD-D, meglio nota come "Delta Force"), con il supporto aereo del 160th Special Operations Aviation Regiment. Questo reggimento aviotrasportato era imbarcato su elicotteri MH-60 (versione del Black Hawk con motori diversi e avionica potenziata).

## Versioni
La serie di elicotteri Black Hawk è in grado di compiere una vasta gamma di missioni, comprendendo il trasporto tattico di truppe, la guerra elettronica e le missioni di evacuazione medica, inoltre, diversi Black Hawks sono usati per il trasporto del Presidente degli Stati Uniti assumendo il nome di Marine One e ribattezzato VH-60 Whitehawk. Nelle operazioni di assalto aereo può dispiegare una squadra di 11 soldati equipaggiati o trasferire un obice M102 da 105 mm con 30 colpi e un equipaggio di 6 uomini in una singola sortita. In alternativa, può imbarcare un carico di 1170 kg (2600 lb) o sollevarne al gancio baricentrico uno di 4050 kg (9000 lb). Il Black Hawk è equipaggiato con un'avionica avanzata e dispositivi elettronici per incrementare le probabilità di sopravvivenza e la gestione multiruolo.

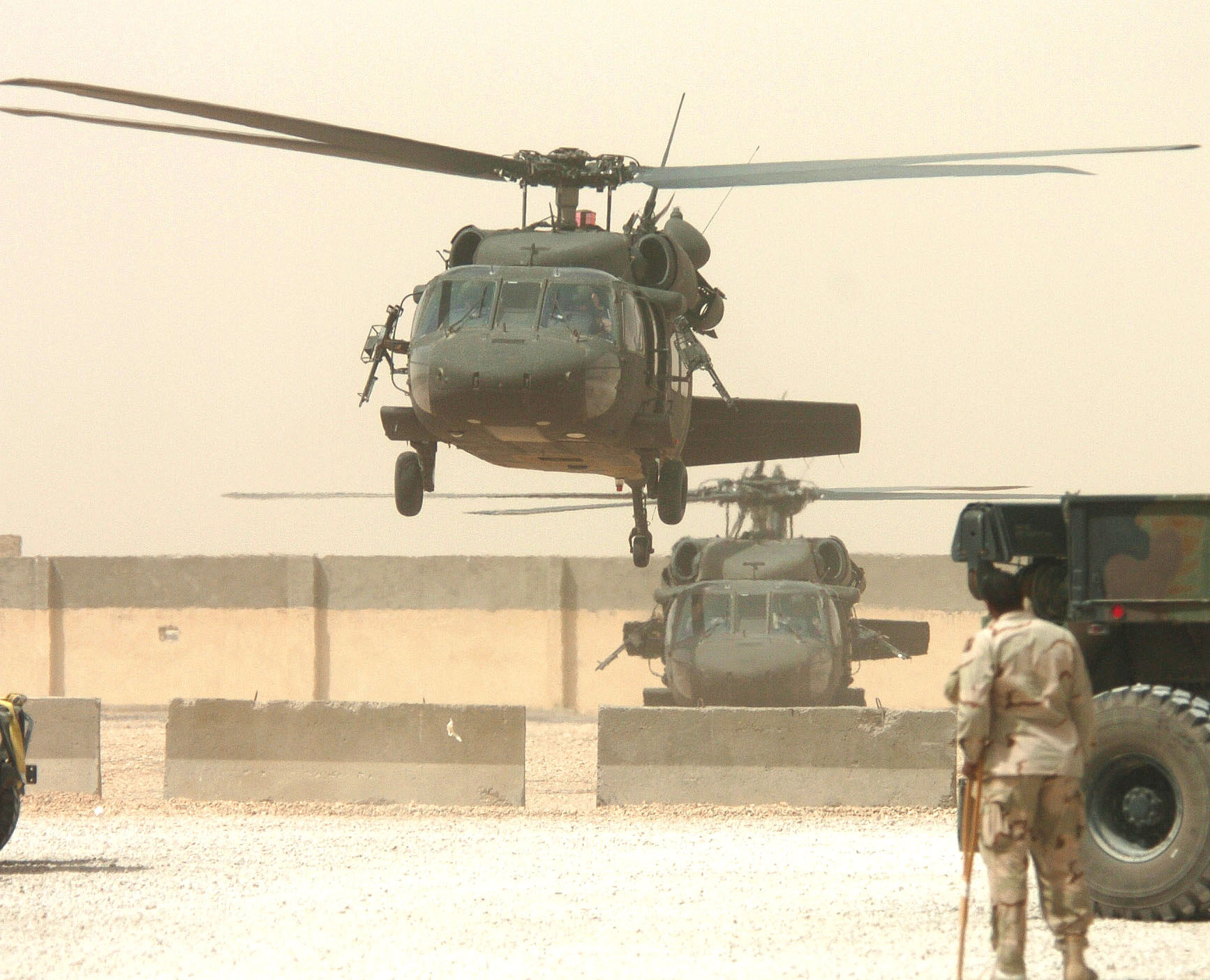
MH-60 Black Hawk equipaggiati con M-60 vicino ad An Najaf, Iraq nel maggio 2005

Il costo unitario del velivolo varia con la versione e in funzione delle differenti specifiche ed equipaggiamenti. Per esempio l'UH-60L Black Hawk per l'esercito costa 5,9 milioni di dollari, mentre la variante per la United States Air Force, denominata MH-60G Pave Hawk, costa 10,2 milioni di dollari.
La versione standard per l'US Army può essere equipaggiata con alette laterali che consentono di trasportare fino a quattro serbatoi di carburante supplementari esterni per operazioni che richiedono maggiore autonomia.
- Nel 1982, l'USAF ha ricevuto il HH-60G Pave Hawk, una versione fortemente modificata del Black Hawk riprogettata per il recupero degli equipaggi abbattuti o di altro personale isolato durante un conflitto. È equipaggiato con un verricello con 60,96 m (200 ft) di cavo che ha una capacità di sollevamento di 270 kg (600 lb) e con una sonda retrattile per il rifornimento in volo
- Nel 1983, la United States Navy ha ricevuto il primo SH-60B Seahawk navalizzato. Un'ulteriore variante SH-60F è stata consegnata nel 1988.
- Nel 1989 venne costruito l'UH-60L, il quale era equipaggiato con nuovi motori T700-GE-701C e un sistema di controllo del volo migliorato.[7]
- Nel 1992, la United States Coast Guard ha ricevuto l'HH-60J Jayhawk. È equipaggiato con un verricello con 60,96 m (200 ft) di cavo che ha una capacità di sollevamento di 270 kg (600 lb).
- L'S-70A Firehawk è una versione del Black Hawk progettata per compiti antincendio, SAR, evacuazione medica (MEDEVAC) e trasporto utilizzando il vano esterno o il gancio baricentrico per il trasporto di materiali. La National Guard dell'Oregon è stata la prima organizzazione militare a ricevere il Firehawk, mentre il Los Angeles County Fire Department è stata la prima organizzazione civile.
- L'United States Army ha in dotazione modelli per uso medico configurati come eliambulanze.
- Le varianti MH-60K Blackhawk sono utilizzate per le operazioni speciali dal 160th Special Operations Aviation Regiment ("Night Stalkers") di Fort Campbell nel Kentucky.
- L'MH-60L Direct Action Penetrator (DAP) è utilizzato dal 160th Special Operations Aviation Regiment.[8]. Può essere armato con un cannoncino da 30mm, razzi da 2,75" e cannoni a canna rotante M134D installati alle portiere laterali o lungo la direzione di volo.
- L'AH-60L Arpía III è la versione colombiana utilizzata dalla Fuerza Aérea Colombiana.
- L'AH-60L / S-70 Battle Hawk è utilizzato dall'Australian Army.
- L'US ARMY e la NASA realizzarono un programma di sviluppo per denominato UH-60 RASCAL[9] (Rotorcraft-Aircrew Systems Concepts Airborne Laboratory) che effettuò il primo volo nel 1991, spendendo 25 milioni di dollari su un Black Hawk modificato per lo studio della manovrabilità.[10]

## Utilizzatori

### Governativi
Colombia
- Policía National de Colombia

11 UH-60L consegnati a partire dalla fine del 1999 e 10 UH-60A ricevuti dagli Stati Uniti a partire dal 2017. A maggio 2022 è stato annunciato che saranno donati ulteriori 13 UH-60A+. I primi 3 esemplari dei 12 UH-60A+ sono stati consegnati il 15 settembre 2022.
 Marocco
- Gendarmerie royale marocaine

 Messico
- Fuerza Civil

1 UH-60A+ ex US Army acquistato da aprile 2023 ricevuto il 25 ottobre dello stesso anno.
- Policía Federal

7 UH-60L acquistati nel 2007, e 6 UH-60M consegnati nel 2012. Al novembre 2018 risultano in servizio 6 UH-60M e 6 UH-60L in quanto un esemplare di quest'ultima versione è andato perso a settembre del 2013.
 Perù
- Policía Nacional del Perú

9 UH-60A ex US Army donati dagli Stati Uniti con un accordo firmato il 13 agosto 2024, approvato definitivamente dal Governo peruviano il 3 ottobre successivo, con i primi tre elicotteri consegnati a novembre dello stesso anno.
 Polonia
- Lotnictwo Policja

2 S-70i ordinati a maggio 2018 e ricevuti a dicembre dello stesso anno, più un terzo esemplare ordinato a gennaio 2019 con consegna nel corso dello stesso anno. Ulteriori 2 S-70i ordinati il 9 dicembre 2022, con consegna prevista per il 2024.
 Romania
- SMURD

7 S-70i (inizialmente erano 12) da costruirsi su licenza della polacca PZL Mielec ordinati il 14 ottobre 2021, con consegne previste per la fine del 2023. Primo esemplare consegnato il 11 novembre 2023.
 Stati Uniti
- California Department of Forestry and Fire Protection

12 S-70i Firehawk per la lotta antincendio ordinati nel 2018.
- United States Department of State

22 UH-60 in servizio al marzo 2019.
 Taiwan
- NASC

15 UH-60M ordinati nel 2009, ricevuti tra il 2015 e l'ottobre del 2020.
 Turchia
- Emniyet Genel Müdürlüğü

20 T-70 ordinati, costruiti su licenza dalla turca TAI.
- Jandarma Genel Komutanlığı

33 T-70 ordinati, costruiti su licenza dalla turca TAI, il primo dei quali è stato consegnato il 13 dicembre 2022.
- Millî İstihbarat Teşkilatı

2 T-70 ordinati, costruiti su licenza dalla turca TAI.
- Orman Genel Müdürlüğü

3 T-70 ordinati, costruiti su licenza dalla turca TAI. Primo esemplare consegnato ad inizio gennaio 2023.

### Militari

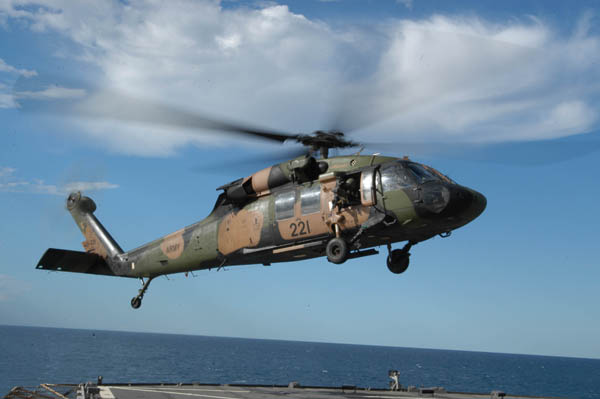
Un S-70A-9 Black Hawk dell'Australian Army Aviation

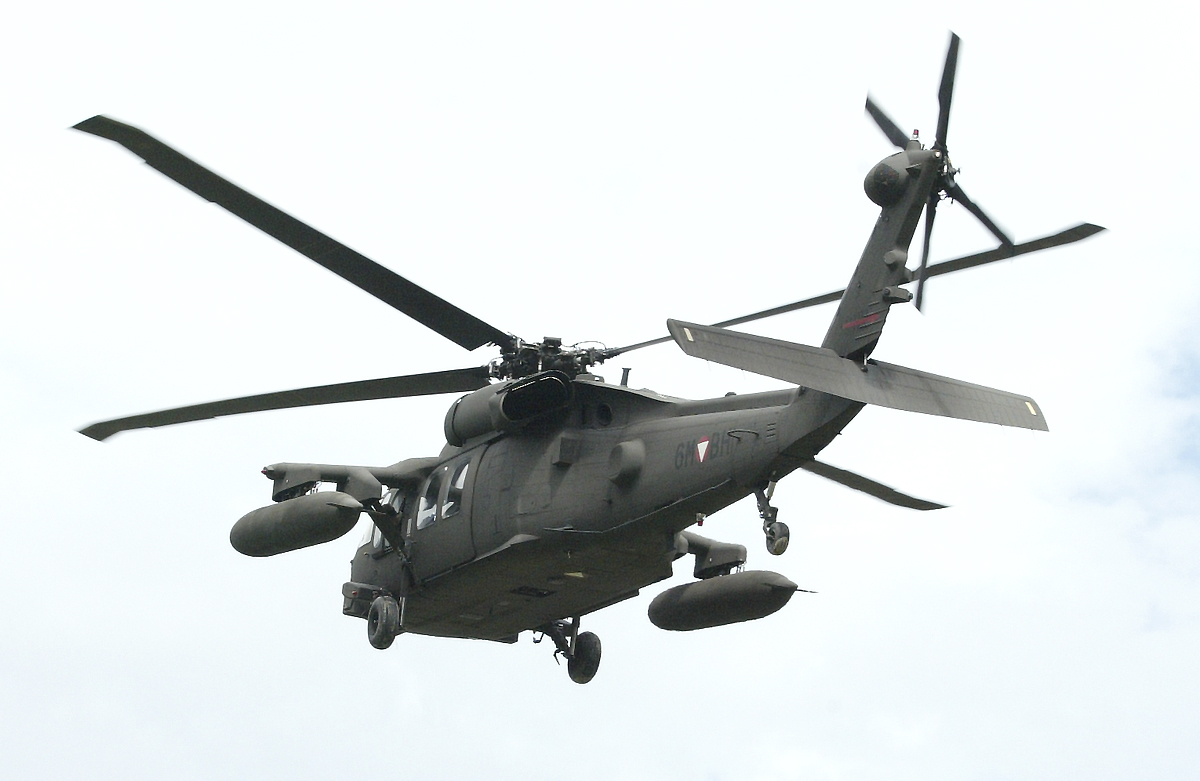
UH-60 Black Hawk dell'Österreichs Bundesheer, l'esercito austriaco

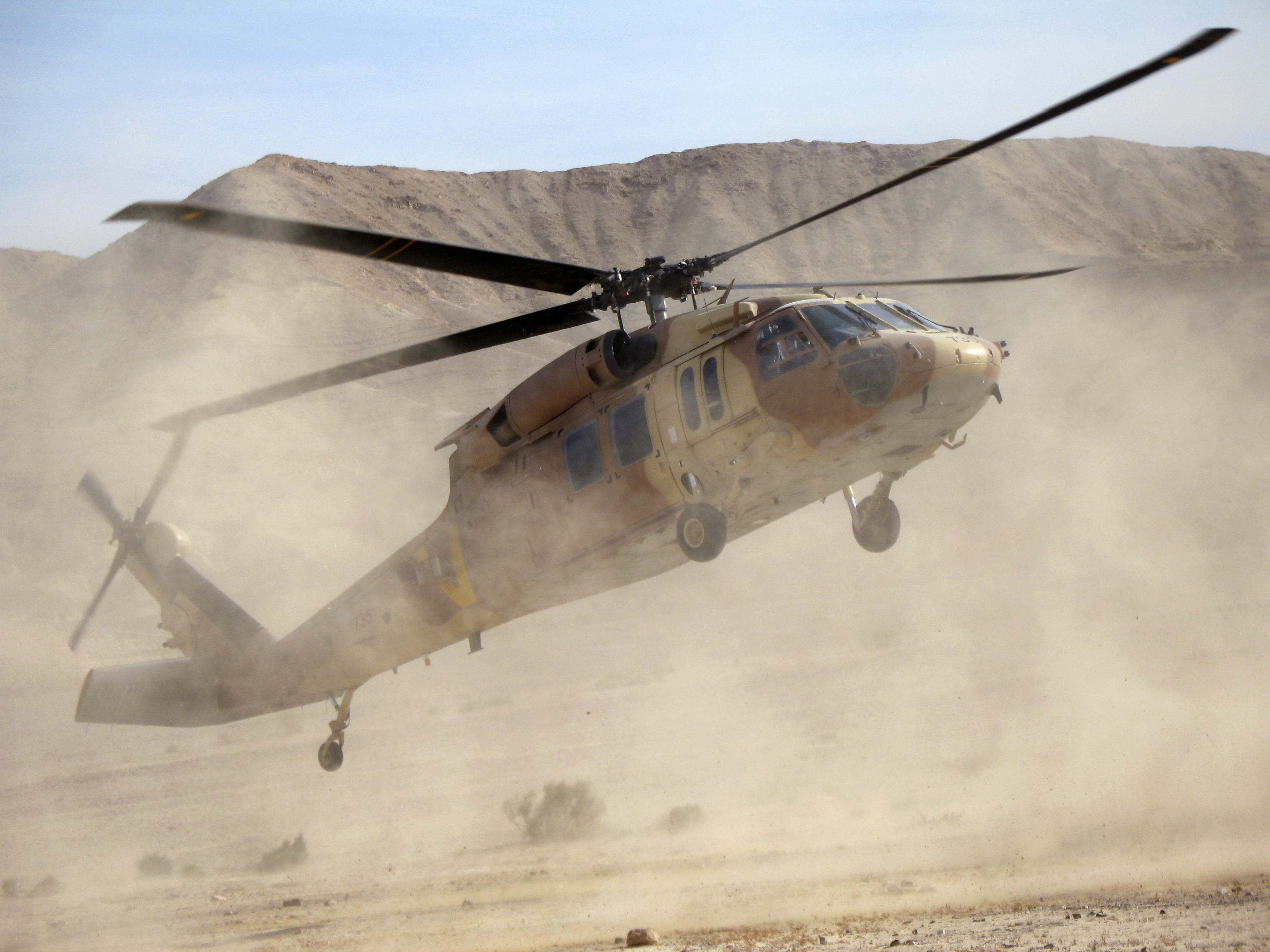
Un Black Hawk israeliano

Afghanistan
- De Afghan Hauai Quvah

159 UH-60A ex US Army ricondizionati e portati allo standard UH-60L, ordinati a novembre 2016 che sono consegnati a partire da settembre 2017 fino al 2023. 16 esemplari consegnati all'ottobre 2018.
 Albania
- Forca Ajrore

3 UH-60A ex US Army ordinati a maggio 2020, con i primi due esemplari consegnati il 13 gennaio 2024.
 Arabia Saudita
- Al-Quwwat al-Jawwiyya al-Sa'udiyya

1 S-70B e 1 UH-60L in servizio al settembre 2015.
- Al-Haras Al-Watani

32 UH-60M consegnati, 31 in servizio al luglio 2017, più 8 in ordine. Ulteriori 40 UH-60M e 75 HH-60M MEDEVAC sono stati ordinati a giugno 2017.
 Argentina
- Fuerza Aérea Argentina

1 S-70A-30 acquistato nel 1994 ed utilizzato per il trasporto VIP. Appartenente alla Flota Aérea Presidencial, da inizio 2024 trasferiti definitivamente alla FAA che, fino a quel momento, forniva solo gli equipaggi.
 Australia
- Royal Australian Air Force

ricevette i primi 8 di 39 UH-60L (S-70A-9) Black Hawk a partire dal dicembre 1987; furono, poi, successivamente (compresi questi primi 8 esemplari) trasferiti interamente all'esercito a partire dal 15 febbraio 1989.
- Australian Army Aviation

39 UH-60L ex RAAF ricevuti a partire dal 15 febbraio 1989, tutti ritirati entro il 10 dicembre 2021. Ulteriori 40 UH-60M ordinati il 18 gennaio 2023, con inizio consegne previsto entro il 2026. Primi tre esemplari consegnati rispettivamente, due il 30 luglio 2023, uno il 4 agosto successivo.
- Royal Australian Navy

vedi Sikorsky MH-60R Seahawk
 Austria
- Österreichs Bundesheer

9 S-70 entrati in servizio a partire dal 2002 e in fase di aggiornamento della strumentazione che li doterà di un cockpit digitale "Acehawk" della Ace Aeronautics. Ulteriori 3 UH-60L ex giordani ordinati nel 2020, saranno consegnati dopo l'approvazione della rivendita da parte degli Stati Uniti e di un aggiornamento, con consegne previste per il 2021. Ulteriori 12 UH-60M ordinati il 2 luglio 2024.
 Bahrein
- Royal Bahraini Air Force

1 WS-70A di costruzione Westland consegnato nel 1996. 2 UH-60L consegnati nel 1991. 9 UH-60M ordinati a giugno 2007.
 Bangladesh
- Bānglādēśh Sēnābāhinī

4 S-70i ordinati il 31 dicembre 2024.
 Brasile
- Aviação do Exército Brasileiro

4 S-70A consegnati. Ulteriori 12 UH-60L ex US Army ordinati a maggio 2024.
- Força Aérea Brasileira

6 UH-60L CSAR consegnati nel 2008 (che dal 2014 sono stati aggiornati) e 10 UH-60L da trasporto consegnati nel 2011-2012. 3 nuovi UH-60M per il CSAR ordinati nel 2014 restano da consegnare e saranno equipaggiati con nuovi motori, mitragliatrici M-134 da 7,62mm, sistemi GPS/INS tipo H-765GU.
- Força Aeronaval

4 S-70B consegnati nel 2012-2013, seguiti da altri 2 S-70B nel 2015.
 Brunei
- Tentera Udara Diraja Brunei

12 S-70A consegnati a partire dagli anni 2010.
 Cina
- Zhongguo Renmin Jiefangjun Lujun

Dei 24 S-70C che furono acquistati a metà degli anni '80, ne restano in servizio 22 al febbraio 2015. Un'opzione per ulteriori 100 esemplari fu cancellata dopo gli incidenti avvenuti per la protesta di piazza Tienanmen nel 1989.
 Cile
- Fuerza Aérea de Chile

1 S-70A consegnato nel 1998 più 6 S-70i ordinati a dicembre 2016 che sono consegnati dal 2018. I primi 3 dei 6 S-70i ordinati, sono stati consegnati il 13 luglio 2018. Al 15 ottobre 2018 risultano consegnati tutti i 6 MH-60M.
 Colombia
- Fuerza Aérea Colombiana

4 UH-60A, 8 UH-60L e 10 AH-60 Arpía in servizio al luglio 2018.
- Ejército Nacional de Colombia

56 UH-60L e 7 S-70i ricevuti. All'ottobre 2018 risultano in carico 54 UH-60L e 7 S-70i, in quanto un UH-60L è andato perso il giorno 20.
 Corea del Sud
- Daehan Minguk Gonggun

29 tra UH-60 e HH-60P consegnati e tutti in servizio al dicembre 2018.
- Daehanminguk Yuk-gun

140 tra S-70A, UH-60L e UH-60P consegnati a partire dal 1990.
 Croazia
- Hrvatsko ratno zrakoplovstvo i protuzračna obrana

2 UH-60M donati dal governo USA. I due UH-60M sono stati consegnati il 3 febbraio 2022. Ulteriori 2 UH-60M sono stati consegnati il 3 dicembre 2022. Ulteriori 8 UH-60M selezionati il 13 marzo 2024 e ordinati nel luglio successivo.
 Egitto
- El Qūwāt El Gawīyä El Maṣrīya

2 S-70A-21 e 2 UH-60M consegnati, tutti in servizio all'agosto 2019.
 Emirati Arabi Uniti
- Al-Imarat al-'Arabiyya al-Muttahida

1 UH-60M consegnato e in servizio all'ottobre 2019.
 Filippine
- Hukbong Himpapawid ng Pilipinas

2 S-70A-5 consegnati nel 1984, uno dei quali ritirato per usura nel 1992. 16 S-70i ordinati a giugno 2019. I primi 5 elicotteri sono stati consegnati il 9 novembre 2020, il sesto il 30 novembre, ed entrati in servizio il 10 dicembre 2020. Ulteriori 5 esemplari consegnati il 7 giugno 2021, con consegne che dovrebbero essere completate entro settembre 2021. Consegne completate il 3 dicembre 2021 con la consegna del terzo lotto di 5 esemplari. Ulteriori 32S-70i ordinati il 22 febbraio 2022. Primi dieci esemplari di quest'ultimo ordine consegnati in due batch di cinque elicotteri ognuno a giugno e a dicembre del 2024.
 Germania
 Giappone
- Kōkū Jieitai

40 UH-60J costruiti su licenza dalla Mitsubishi ricevuti a partire dal 1991. Ulteriori 40 UH-60J ordinati nel dicembre 2010 per sostituire le cellule più vecchie.
- Kaijō Jieitai

19 UH-60J in servizio dal dicembre 1991 all'11 dicembre 2024.
vedi anche Sikorsky SH-60 Seahawk
- Rikujō Jieitai

40 UH-60JA ricevuti a partire dal 1998.
 Giordania
- Al-Quwwat al-Jawwiyya al-malikiyya al-Urdunniyya

3 S-70A-11 nel 1987, 8 UH-60L nel 2007, 2 UH-60M e 3 S-70i nel 2013, 8 UH-60A nel 2015, 2 UH-60M nel 2017, tutti in servizio al settembre 2017. Gli ultimi di 12 UH-60M sono stati consegnati a gennaio 2018. Un ulteriore UH-60M da trasporto per il Royal Squadron è stato selezionato a ottobre 2020, ed ordinato a luglio 2021. Un ulteriore UH-60M da trasporto per il Royal Squadron è stato selezionato a ottobre 2020, ed ordinato a luglio 2021. 3 UH-60L sono stati ceduti all'Aeronautica austriaca nel 2020, e saranno consegnati durante il 2021 dopo l'approvazione della rivendita da parte degli Stati Uniti e di un programma di aggiornamento. 2 ulteriori UH-60M sono stati ordinati il 20 settembre 2022.
 Israele
- Heyl Ha'Avir

48 S-70A consegnati.
 Lettonia
- Latvijas Gaisa spēki

Ad agosto 2018 il Dipartimento della Difesa USA ha accettato la richiesta della Lettonia per la vendita di 4 elicotteri UH-60M Black Hawk. A novembre 2018, il ministero della difesa lettone ha ufficialmente comunicato come formalizzato l'ordine per 4 UH-60M. I primi due esemplari sono stati consegnati il 11 dicembre 2022. Ultimi due esemplari consegnati il 15 aprile 2023.
 Lituania
- Karinės oro pajėgos

4 UH-60M (più 2 in opzione da esercitare entro il 2022) e relativi equipaggiamenti acquistati il 13 novembre 2020, e da consegnarsi entro il 2024.
 Malaysia
- Tentera Udara Diraja Malaysia

2 S-70A per il trasporto VIP consegnati nel 1997 e 4 S-70A di seconda mano ricevuti dal Brunei nel gennaio 2015.
- Tentera Darat Malaysia

4 UH-60A+ di seconda mano presi in leasing, selezionati a marzo 2023 e ordinati il 27 maggio dello stesso anno.
 Messico
- Fuerza Aérea Mexicana

6 S-70A-24 (classificati erroneamente UH-60L, in quanto versione civile e più potente del vero UH-60L militare dell'epoca) acquistati per il trasporto VIP nel 1991 e consegnati a partire dal 1994.  Ulteriori 18 UH-60M furono consegnati tra il 2014 e il 2016. A febbraio 2018, gli UH-60M sono 17 in quanto uno è precipitato il 16 dello stesso mese. All'aprile novembre 2019 risultano in servizio 6 UH-60L e 17 UH-60M.
- Armada de México

3 UH-60M ricevuti nel 2011, 7 tra il 2014 e il 2015, due dei quali persi in incidenti il 21 marzo 2020 ed il 15 luglio 2022.
 Polonia
- Wojska Lądowe

4 S-70i ordinati il 25 gennaio 2019 e consegnati il 20 dicembre dello stesso anno. Ulteriori 4 S-70i ordinati il 15 dicembre 2021, con consegne previste per il 2024.
 Portogallo
- Força Aérea Portuguesa

6 UH-60A ex US Army ordinati il 12 agosto 2022, con consegne a partire dal 2023. Saranno utilizzati per la lotta agli incendi. Primi due esemplari consegnati il 22 novembre 2023. Ulteriori 3 UH-60L, ricondizionati da Ace Aeronautics, sono stati ordinati a settembre 2024.
 Slovacchia
- Vzdušné sily Slovenskej republiky

9 UH-60M ordinati. Tutti consegnati e in servizio al marzo 2019. 12 UH-60L acquistati di seconda mano a dicembre 2024, saranno modernizzati da ACE Aeronautics LLC.
 Spagna
- Flotilla de Aeronaves

vedi Sikorsky SH-60B/F Seahawk e Sikorsky MH-60R Romeo
 Stati Uniti
- United States Army

2165 esemplari delle varie versioni in servizio all'ottobre 2018. 12 UH-60L ceduti all'Aviação do Exército Brasileiro a maggio 2024. 9 UH-60A ceduti alla Policía Nacional del Perú a fine luglio 2024.
- United States Navy
- United States Air Force

112 HH-60W Jolly Green II ordinati e in consegna entro il 2029.
- United States Marine Corps Aviation

8 VH-60N da trasporto VIP e 1 UH-60N da trasporto, sono in carico all'HMX-1 Marine Helicopter Squadron "Nighthawks" che si occupa del trasporto a corto raggio del Presidente degli Stati Uniti d'America.
 Svezia
- Svenska flygvapnet

15 UH-60M ordinati a maggio 2011 e consegnati tra il dicembre dello stesso anno ed il settembre del 2013. Ulteriori 12 UH-60M ordinati il 10 luglio 2024.
 Taiwan
- Chung-Hua Min-Kuo K'ung-Chün

16 S-70C utilizzati per ricerca e soccorso.
- Zhōnghuá Mínguó Hǎijūn

vedi Sikorsky SH-60 Seahawk
- Zhōnghuá Mínguó Lùjūn

60 UH-60M ordinati nel 2010.
 Thailandia
- Kongthap Akat Thai

5 S-70i da trasporto VIP consegnati tra il 2021 e il 2022.
- Kongthap Bok Thai

10 UH-60A, 3 UH-60L e 3 UH-60M consegnati a partire dal 2002.
 Tunisia
- Al-Quwwat al-Jawwiyya al-Tunisiyya

8 UH-60M ordinati nel 2014 e ricevuti tra il 2017 e il novembre 2018. Ulteriori 4 UH-60M sono stati ordinati nel 2016 e sono stati consegnati entro il 2020.
 Turchia
- Özel Kuvvetler Komutanlığı

11 T-70 ordinati, costruiti su licenza dalla turca TAI.
- Türk Hava Kuvvetleri

6 T-70 ordinati, costruiti su licenza dalla turca. Il primo esemplare è stato consegnato il 13 gennaio 2023.
- Türk Kara Kuvvetleri

Ulteriori 34 T-70 ordinati, costruiti su licenza dalla turca.
 Ucraina
- Aeronautica militare ucraina

1 UH-60A acquistato dalla Direzione dell’Intelligence del Ministero della Difesa ucraino (GUR) e ricevuto a febbraio 2023, ma in carico alla 35ª Squadriglia dell'Aeronautica militare ucraina. Si tratta di un esemplare ex Ace Aeronautics, azienda statunitense che aggiorna UH-60A ex US Army con nuova avionica per fornirli a clienti terzi.

## Cultura di massa
- In ambito videoludico, l'UH-60 compare nei videogiochi Mercenaries 2: Inferno di fuoco, Ace Combat: Assault Horizon, Call of Duty Modern Warfare (capitoli 1-2-3)[176], Battlefield Play4Free, Grand Theft Auto 4, Grand Theft Auto IV: The Ballad of Gay Tony e GTA Online (dove viene denominato Annihilator). Compare inoltre in Metal Gear Solid V: The Phantom Pain  come elicottero di supporto e centro di controllo aereo di Venom Snake, con il nome di UTH-66 Blackfoot.
- In ambito cinematografico, il Black Hawk compare nel film Black Hawk Down - Black Hawk abbattuto (in versione MH-60L Black Hawk).[177]